# Dark Funeral
Dark Funeral (с англ. — «тёмные похороны») — шведская блэк-метал-группа, основанная в 1993 году.

## История

### 1993—1997
Музыкальный коллектив Dark Funeral был основан в 1993 году гитаристами Lord Ahriman и Blackmoon. Немногим позже в состав вливаются Draugen и Themgoroth. Год спустя, 4 мая 1994 года, был издан дебютный одноимённый релиз — мини-альбом Dark Funeral. В день выхода альбома группа также впервые даёт концерт в клубе Luse Lottes Pub города Осло. После выхода альбома из группы уходит барабанщик Draugen, на место которого приходит Equimanthorn. Вскоре группу заметил лейбл No Fashion Records, в результате чего был подписан договор на выпуск альбомов. В 1995 году Dark Funeral начинают запись своего дебютного альбома The Secrets of the Black Arts в студии Uni-Sound, однако из-за неудовлетворённости записью перемещаются в студию Abyss Studio, где вместе с Петером Тэгтгреном записывают то, чего добивались. После записи альбома группа впервые даёт концерт в рамках фестиваля — Under the Black Sun в Берлине. В преддверии выхода альбома снимается видеоклип на композицию The Secrets of the Black Arts. Кроме того, в группе появляется новый вокалист — Emperor Magus Caligula. 28 января 1996 года увидел свет дебютный альбом. В составе появляются новые участники взамен ушедших — барабанщик Алзазмон и гитарист Тайфос. В поддержку дебютного альбома Dark Funeral совершают вместе с Necromass тур по Европе Satanic War Tour I. Помимо концертов группа записывает две кавер-версии для трибьют-альбома группы Bathory In Conspiracy With Satan — Call from the Grave и Equimanthorn.
В 1997 году Dark Funeral впервые выступают в США в рамках фестиваля Expo Of The Extreme. Кроме того, организуется вторая часть тура по Европе Satanic War Tour II, но на этот раз вместе с Ancient и Bal-Sagoth. После концерта на фестивале Expo Of The Extreme группа отправляется в качестве поддержки Usurper в тур The American Satanic Crusade Tour по США. В сентябре 1996 года Dark Funeral направляются в студию Abyss Studio для записи второго полноформатного альбома Vobiscum Satanas.

### 1998—2004
1998 год знаменуется большим количеством концертов: тур The Ineffable Kings of Darkness Tour вместе с Enthroned и Liar of Golgotha, выступают на шведском фестивале Hultsfreds (после фестиваля из группы «увольняют» Тайфоса, ранее пришедший на роль басиста Dominion становится гитаристом, а Magus Caligula становится басистом-вокалистом). Перед туром Bleed for Satan вместе с Cannibal Corpse и Infernal Majesty происходит смена барабанщика — вместо Alzazmon появляется Gaahnfaust. В 1999 году продолжаются концерты: небольшой тур по США Black Plague Across the West, первые выступления в Мексике, а также один из самых масштабных туров Dark Funeral The Satanic Inquisition вместе с Dimmu Borgir.
В 2000 году в той же Abyss Studio записывается EP Teach Children to Worship Satan. На EP вошла новая композиция An Apprentice of Satan, а также кавер-версии композиций групп Sodom, Slayer, Mayhem и King Diamond. Кроме того, на новую композицию снимается видеоклип. Далее в течение года продолжатся многочисленные концерты на фестивале No Mercy вместе с Immortal, Deicide и Cannibal Corpse, а также на одном из крупнейших метал-фестивалей в мире Wacken Open Air. В этом же году из группы ушёл Gaahnfaust, на смену которому пришёл Matte Modin из Defleshed. Кроме того, несколько участников группы обращаются к своим сайд-проектам — Magus Caligula работает над Dominion Caligula, Lord Ahriman над Wolfen Society. В этом же году переиздаётся первый релиз группы — EP 1994 года Dark Funeral с добавлением новых фотографий и новым оформлением. В январе-феврале 2001 года производится запись третьего альбома группы под названием Diabolis Interium. После выпуска альбома последовали очередные концерты и туры — по Европе вместе с Anorexia Nervosa и Ragnarok (на басу играл Mikael Hedlund из Hypocrisy); по США с Cannibal Corpse (на басу играл Richard Cabeza). В октябре Dark Funeral совершают первый в истории западного экстремального метала тур по странам Дальнего Востока (Тайвань, Сингапур, Япония). После этого тура из группы уходит гитарист Dominion. Однако вскоре на его место приходит Chaq Mol. С новым гитаристом Dark Funeral отправляются в турне по странам Южной Америки — Бразилии, Чили и Колумбии. В ходе турне были записаны многочисленные композиции, некоторые из которых легли в основу будущего концертного альбома De Profundis Clamavi Ad Te Domine.
В 2004 году группа уходит с лейбла No Fashion Records и подписывается на Regain Records (на котором вышел концертный альбом). После выхода альбома Dark Funeral играют концерты в Японии, Испании, Италии и Мексике.

### 2005—2009
20 января 2005 года группа подписала новый контракт с Regain Records, а в конце мая группа вошла в Dug Out Studios вместе с продюсером Дэниелом Бергстрандом, известным по работе с Meshuggah, In Flames, Strapping Young Lad, Behemoth и другими, и с продюсером Örjan Örnkloo, чтобы начать работу и запись своего нового альбома. К июлю 2005 года работа в студии была закончена, но в августе группа опять вернулась в студию, чтобы записать финальные вокальные партии и сделать окончательное сведение альбома. Релиз альбома под названием Attera Totus Sanctus прошёл 24 октября 2005 года. После него альбом поднялся на 3 место в Swedish Metal chart. После этого группа отправилась в турне в поддержку нового альбома. После этого турне группой был выпущены DVD с концертным материалом — Attera Orbis Terrarum - Part I и Attera Orbis Terrarum - Part II в 2007-м и 2008-м годах соответственно. Первый диск был посвящён европейской части турне, второй — южноамериканской.
В 2009 году помимо концертной деятельности группа решила сосредоточиться на написании материала для нового полноформатного альбома. В июле группа вошла в Abyss Studio вместе с продюсером Петером Тэгтгреном, чтобы записать свой долгожданный новый полноформатный альбом под названием Angelus Exuro pro Eternus.

## Состав
- Lord Ahriman (Micke Svanberg) — гитара (1993—)
- Chaq Mol (Bo Karlsson) — гитара (2003—)
- Zornheym — бас (2011—)
- Jaloomah — ударные (2017-)
- Heljarmadr (Andreas Vingbäck) — вокал (2014—)

### Бывшие участники
Вокал
- Nachtgarm — вокал (2011—2012)
- Themgoroth (Paul Мäkitalo) — (1993—1995)
- Emperor Magus Caligula (Masse Bromberg) — (1995—2010)

Гитара
- Blackmoon (David Parland) — (1993—1996)
- Typhos (Henrik Ekeroth) — (1996—1998)
- Dominion (Matti Mäkelä) — (1998—2002)

Бас
- Richard «Daemon» Cabeza — сессионный бас
- Lord K (Kenth Philipson) — концертный бас
- Gustaf Hielm — сессионный бас
- B-Force — (2005—2010)

Ударные
- Draugen —(1993—1994)
- Equimanthorn(Peter) — (1994—1995)
- Alzazmon (Tomas Asklund) — (1996—1998)
- Gaahnfaust (Robert Lundin) — (1998—2000)
- Matte Modin — (2000—2005)
- Dominator (Nils Fjallstrom) — ударные (2008—2010; 2011—2017)

## Дискография

### Полноформатные альбомы
- 1996 — The Secrets of the Black Arts
- 1998 — Vobiscum Satanas
- 2001 — Diabolis Interium
- 2005 — Attera Totus Sanctus
- 2009 — Angelus Exuro Pro Eternus
- 2016 — Where Shadows Forever Reign
- 2022 — We Are the Apocalypse

### Мини-альбомы
- 1994 — Dark Funeral
- 2000 — Teach Children to Worship Satan

### Концертные альбомы
- 2004 — De Profundis Clamavi Ad Te Domine

### Видеоальбомы
- 2007 — Attera Orbis Terrarum - Part I
- 2008 — Attera Orbis Terrarum - Part II

### Видеоклипы
- 1996 — «The Secrets of the Black Arts»
- 2009 — «My Funeral»
- 2014 — «Nail Them To The Cross»
- 2016 — «Unchain My Soul»
- 2022 — «Let The Devil In»
- 2022 — «Nightfall»
- 2022 - «Leviathan»